# ایزابلا (آلاباما)
ایزابلا (به انگلیسی: Isabella) یک منطقهٔ مسکونی در ایالات متحده آمریکا است که در شهرستان چیلتون، آلاباما واقع شده‌است. ایزابلا ۱۳۸٫۹۹ متر بالاتر از سطح دریا قرار دارد.